# Avobenzona
Avobenzona (noms comercials Parsol 1789, Eusolex 9020, Escalol 517 i altres), conegut amb el nom INCI Butil Metoxidibenzoïlmetà és un ingredient utilitzat en protectors solars per absorbir la radiació ultraviolada A. És un derivat del dibenzoilmetà, en el seu estat no excitat és una barreja entre la forma enòlica i la cetònica. La seva habilitat per a absorbir un ampli espectre de longituds d'ona fa que l'avobenzona s'utilitzi en un gran nombre de preparacions comercials d'ampli espectre de protecció. El màxim d'absorció de l'avobenzona és a la longitud d'ona de 357 nm.
L'avobenzona es va patentar el 1973 i va ser aprovada a la UE el 1978 i per la FDA el 1988. Està aprovada a un gran nombre de països.